# 奧莫代奧湖
40°08′10″N 8°54′54″E / 40.136°N 8.915°E

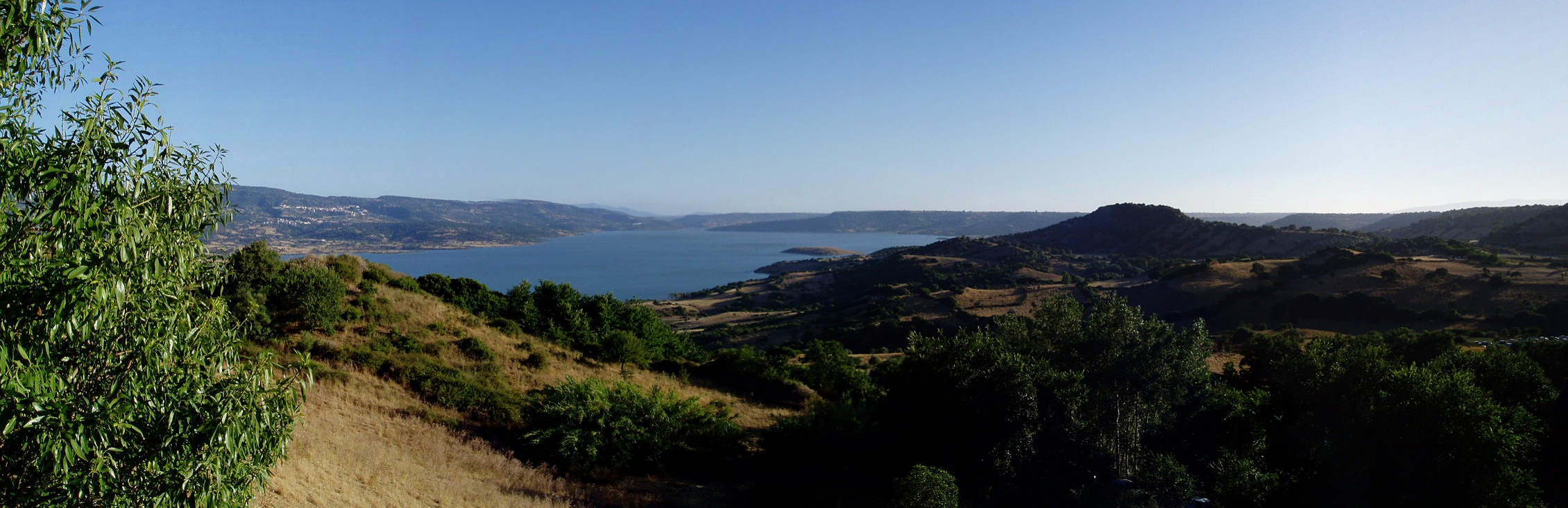

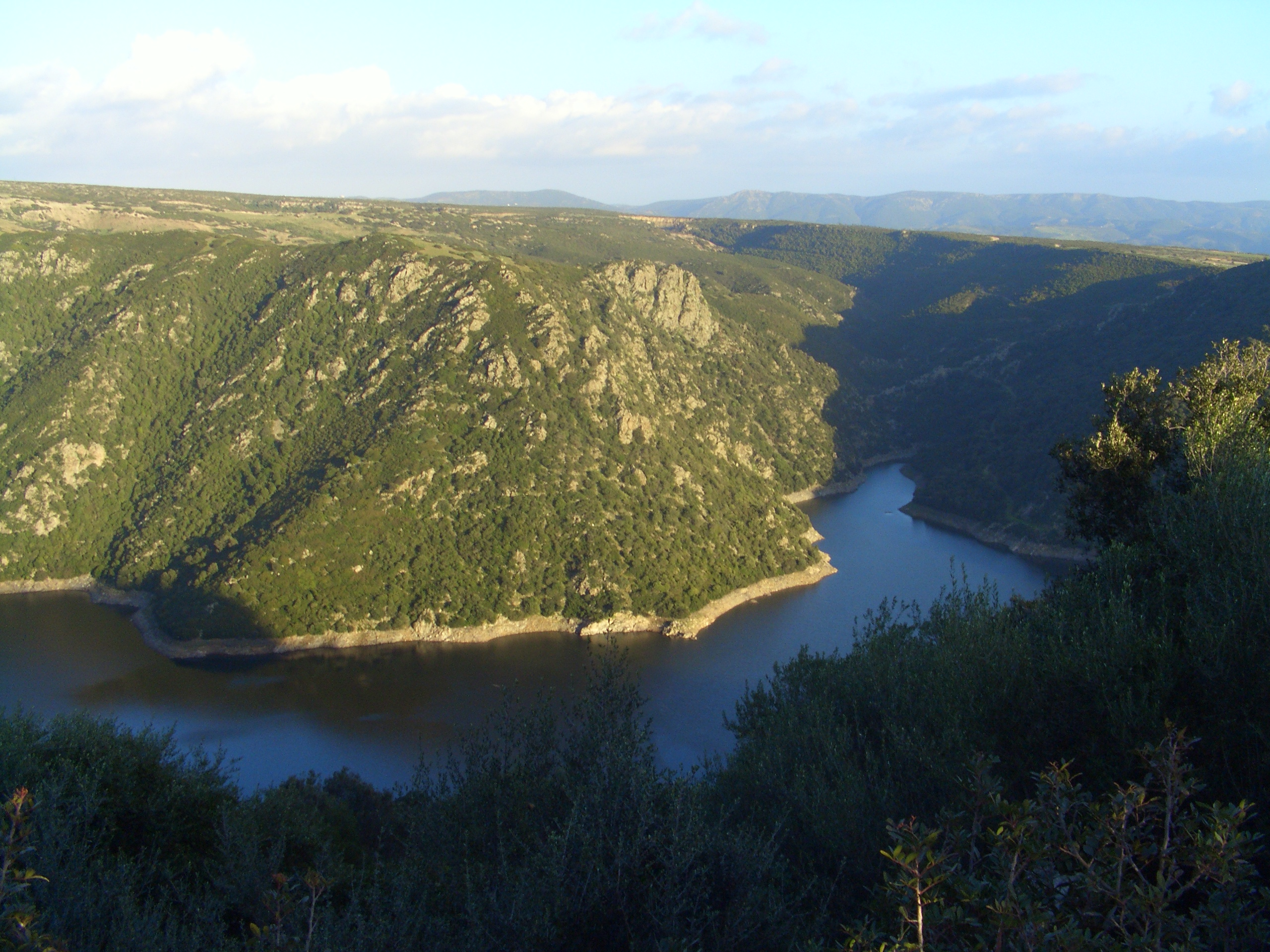

奧莫代奧湖是意大利的湖泊，位於薩丁尼亞島中西部，始建於1924年，面積29.37平方公里，集水區面積2,056平方公里，海拔高度118米，平均水深12.13米，最大水深59.55米，蓄水量0.79立方公里。